# Panevlje
Panevlje (en serbe cyrillique : Паневље) est un village de Serbie situé dans la municipalité urbaine de Vranjska Banja et sur le territoire de la Ville de Vranje, district de Pčinja. Au recensement de 2011, il comptait 174 habitants.
Panevlje est également connu sous le nom de Panjevlje

## Démographie
| 1948 | 1953 | 1961 | 1971 | 1981 | 1991 | 2002 | 2011 |
| ---- | ---- | ---- | ---- | ---- | ---- | ---- | ---- |
| 308  | 293  | 251  | 239  | 238  | 215  | 209  | 174  |

|  |